# SC Gooiland in het seizoen 1967/68
Het seizoen 1967/1968 was het 13e jaar in het bestaan van de Hilversumse betaaldvoetbalclub SC Gooiland. De club kwam uit in de Tweede divisie en eindigde daarin op de zevende plaats. Tevens deed de club mee aan het toernooi om de KNVB beker, hierin werd de club in de groepsfase uitgeschakeld.

## Wedstrijdstatistieken

### Tweede divisie
|       | AGOVV | Baronie | SC Drente | EDO   | Excelsior | Fortuna | De Graafschap | Heerenveen | Helmond Sport | Hermes DVS | Hilversum | Limburgia | NOAD  | PEC   | Roda JC | Veendam | Wageningen | ZFC   | Zwolsche Boys |
| ----- | ----- | ------- | --------- | ----- | --------- | ------- | ------------- | ---------- | ------------- | ---------- | --------- | --------- | ----- | ----- | ------- | ------- | ---------- | ----- | ------------- |
| Thuis | 0 – 0 | 3 – 3   | 0 – 0     | 0 – 0 | 1 – 0     | 1 – 2   | 1 – 0         | 1 – 1      | 2 – 2         | 1 – 1      | 0 – 0     | 3 – 0     | 1 – 1 | 1 – 1 | 3 – 0   | 2 – 2   | 0 – 2      | 0 – 1 | 3 – 1         |
| Uit   | 0 – 3 | 3 – 3   | 1 – 0     | 1 – 0 | 2 – 3     | 1 – 2   | 3 – 1         | 4 – 5      | 0 – 1         | 1 – 1      | 0 – 2     | 1 – 1     | 3 – 0 | 1 – 3 | 4 – 1   | 3 – 0   | 1 – 1      | 0 – 1 | 1 – 1         |

### KNVB beker
| Groepsfase                                                     | Blauw-Wit                    | 1 – 0 (0 – 0) | SC Gooiland                                |
| 31 december 1967 Plaats: Amsterdam Olympisch Stadion (bijveld) | Ruud Muskee 55'              |               |                                            |
| Groepsfase                                                     | SC Gooiland                  | 1 – 4 (0 – 2) | Ajax                                       |
| 25 februari 1968 Plaats: Hilversum Gemeentelijk Sportpark      | Gerard Hogenbirk 58'         |               | 8', 73', 74' Johan Cruijff 19' Piet Keizer |
| Groepsfase                                                     | De Volewijckers              | 2 – 0 (1 – 0) | SC Gooiland                                |
| 24 maart 1968 Plaats: Amsterdam Buiksloterbanne                | Co Stout 20' Ben Verweij 89' |               |                                            |

## Statistieken SC Gooiland 1967/1968

### Eindstand SC Gooiland in de Nederlandse Tweede divisie 1967 / 1968
| Stand | Gespeeld | Gewonnen | Gelijk | Verloren | Punten | Doelpunten voor | Doelpunten tegen |
| ----- | -------- | -------- | ------ | -------- | ------ | --------------- | ---------------- |
| 7e    | 38       | 13       | 16     | 9        | 42     | 52              | 47               |

### Topscorers
| #      | Naam             | Goal |
| ------ | ---------------- | ---- |
| 1.     | Huub Lenz        | 18   |
| 2.     | Gerard Hogenbirk | 10   |
| 3.     | Wim Riechelman   | 5    |
| 4.     | Piet Boogaard    | 4    |
| 5.     | Ger Farenhorst   | 3    |
| 5.     | Co van de Hoogen | 3    |
| 5.     | Ronald Krant     | 3    |
| 8.     | Paul Kramer      | 2    |
| 8.     | Peter Voogt      | 2    |
| 10.    | Tonny Adam       | 1    |
| 10.    | Joop Hollak      | 1    |
| Totaal | Totaal           | 52   |

| #      | Naam             | Goal |
| ------ | ---------------- | ---- |
| 1.     | Gerard Hogenbirk | 1    |
| Totaal | Totaal           | 1    |

## Voetnoten
AGOVV · Baronie · SC Drente · EDO · Excelsior · Fortuna · Gooiland · De Graafschap · Heerenveen · Helmond Sport · Hermes DVS · Hilversum · Limburgia · NOAD · PEC · Roda JC · Veendam · Wageningen · ZFC · Zwolsche Boys